# Bradley Scott
Bradley Scott, född 22 juni 1989 i Bath, är en engelsk MMA-utövare som sedan 2012 tävlar i organisationen Ultimate Fighting Championship.